# Anne Montminy
Anne Katherine Montminy (* 28. Januar 1975 in Montreal) ist eine ehemalige kanadische Wasserspringerin. Sie startete für den Pointe-Claire Diving Club im 10-m-Turm- und Synchronspringen. Montminy gewann bei den Olympischen Spielen 2000 zwei Medaillen.
Montminy nahm 1992 mit nur 17 Jahren in Barcelona erstmals an den Olympischen Spielen teil. Im 10-m-Turmspringen schied sie als 17. im Vorkampf aus. 1994 konnte sie bei den Commonwealth Games in Victoria und 1995 bei den Panamerikanischen Spielen in Mar del Plata vom Turm jeweils die Goldmedaille erringen. Bei den Olympischen Spielen 1996 in Atlanta gehörte Montminy zu den Mitfavoritinnen im Turmspringen, landete aber auf einem enttäuschenden 24. Rang. Sie nahm danach eine längere Auszeit vom Wasserspringen. 1998 meldete sie sich mit einer Bronzemedaille bei den Commonwealth Games zurück. Abschluss und Höhepunkt ihrer Karriere wurden die Olympischen Spiele 2000 in Sydney. Sie gewann Bronze im 10-m-Turmspringen und Silber mit Émilie Heymans im 10-m-Synchronspringen.
Montminy schloss 1999 an der Universität Montreal ein Jurastudium ab. Sie arbeitet heute als Anwältin, unter anderem für die Investmentbank Goldman Sachs. Von 2002 bis 2008 war sie mit dem US-amerikanischen Politiker Daniel Goldman verheiratet.